# 安杰拉·麦基
安杰拉·麦基（英語：Angela McKee，1974年12月1日—），新西兰女子田径运动员，主攻跳高。她曾代表新西兰参加2006年英联邦运动会田径比赛，获得女子跳高铜牌。